# Liste der Kulturdenkmäler in Bollendorf
In der Liste der Kulturdenkmäler in Bollendorf sind alle Kulturdenkmäler der rheinland-pfälzischen Ortsgemeinde Bollendorf aufgeführt. Grundlage ist die Denkmalliste des Landes Rheinland-Pfalz (Stand: 27. Juni 2022).

## Denkmalzonen
| Bezeichnung                                           | Lage                           | Baujahr                        | Beschreibung | Bild                           |
| ----------------------------------------------------- | ------------------------------ | ------------------------------ | --- | ------------------------------ |
| Denkmalzone Schloss Bollendorf                        | Burgstraße Lage                | 1619                           | ehemalige Sommerresidenz der Äbte von Echternach; barocke Anlage über Resten einer mittelalterlichen Wasserburg (Hauptgebäude, nördlicher Teil bezeichnet 1619, Mittelrisalit und südlicher Teil bezeichnet 1739, gleichzeitig die Nebengebäude; Hof und ehemalige Stallungen, Hofmauer mit Torfahrt bezeichnet 1776; Turmruine; Barockgarten, 1768 angelegt, Pavillon mit Mansardwalmdach, Galerie und Treppe zur Straße 19. Jahrhundert, zwei Teiche, 1777) | weitere Bilder Fotos hochladen |
| Denkmalzone Burgstraße                                | Burgstraße 24, 26, 27, 28 Lage | spätes 18. und 19. Jahrhundert | zusammenhängende Gruppe von Wohnhäusern aus dem späten 18. und 19. Jahrhundert (Nr. 26 bezeichnet 1784 und Nr. 28, Flurküchenhaus, im 19. Jahrhundert verändert, Nr. 27 und 24, Streckhöhe, zweite Hälfte des 19. Jahrhunderts) | BW                             |
| Denkmalzone Römische Villa                            | An der Römischen Villa Lage    | 2. bis 5. Jahrhundert          | Risalitvilla, vom 2. bis 5. Jahrhundert bewohnt; 1907 konserviert, Fundamente einer Porticus zwischen Eckräumen vor einer Halle mit Feuerstelle und Kellerabgang; dreiteiliges Bad mit Hypokaustenanlage jünger | weitere Bilder Fotos hochladen |
| Denkmalzone Jüdischer Friedhof                        | südöstlich des Ortes Lage      | 19. Jahrhundert                | von einer Mauer rechteckig eingefasstes Areal, in der südlichen Einfassung wohl Reste einiger Grabsteine, Stumpf eines Pfostens der ehemalige Synagoge, keine Grabstätten erhalten | Fotos hochladen                |
| Denkmalzone Schloss Weilerbach und Weilerbacher Hütte | südöstlich des Ortes Lage      | 1780                           | das Schloss die ehemalige Sommersitz des Abtes des Klosters Echternach, später Zentrum der Eisenhütte, 1945 zerstört, seit 1968 wiederhergestellt; langgestreckter Mansarddachbau mit Mittelrisalit und kurzen Querarmen, Rokokoornamentik, bezeichnet 1780, Architekt Paul Mungenast, Barockgarten mit Gartenhaus, Brunnenhaus, ehemaliger Abtsbetbank (Grabmal Familie Servais); Ruinen der ehemalige Eisenhütte, 1777–79; Spiegelweiher; Haus des Hüttenmeisters, kubischer Pyramidendachbau; dreiraumtiefes Hüttengebäude, nach 1920 um Vorbau erweitert; mit Ausstattung | weitere Bilder Fotos hochladen |

## Einzeldenkmäler
| Bezeichnung                         | Lage                                         | Baujahr                     | Beschreibung | Bild                           |
| ----------------------------------- | -------------------------------------------- | --------------------------- | --- | ------------------------------ |
| Schmiede                            | Bachstraße 5 Lage                            | Ende des 18. Jahrhunderts   | ehemalige Schmiede, zweiachsiges Nebengebäude, wohl ausgehendes 18. Jahrhundert | Fotos hochladen                |
| Hofanlage                           | Brunnenstraße 2 Lage                         | 1785                        | Streckhof; Wohnteil mit Flurküche, bezeichnet 1785 | Fotos hochladen                |
| Schlossmühle                        | Burgstraße 9/11 Lage                         | vor 1777                    | ehemalige Schlossmühle; sechsachsiger Putzbau, kurz vor 1777, Stallgebäude aus der ersten Hälfte des 19. Jahrhunderts; am Weg mit Trockenmauern zum Schloss 1905 erweiterter Wasserspeicher                                                                              | Fotos hochladen                |
| Katholische Pfarrkirche St. Michael | Kirchstraße Lage                             | 1836–38                     | fünfachsiger Saalbau mit ortsbildprägendem Turm, 1836–38, Architekt Johann Georg Wolff, Trier; Teile der Ausstattung | weitere Bilder Fotos hochladen |
| Kriegerdenkmal                      | Kirchstraße, vor der Kirche Lage             | 1925                        | Gefallenendenkmal, heiliger Michael, 1925 | weitere Bilder Fotos hochladen |
| Bildstock                           | Kirchstraße, bei Nr. 4 Lage                  | 18. Jahrhundert             | Kreuzigungsgruppe, Nischenrelief, 18. Jahrhundert | Fotos hochladen                |
| Wohnhaus                            | Lindenstraße 3 Lage                          | 1803                        | Wohnhaus, bezeichnet 1803, Anbau kurz nach 1900 | Fotos hochladen                |
| Wohnhaus                            | Neuerburger Straße 6 Lage                    | 1723                        | Wohnhaus mit Krüppelwalmdach, bezeichnet 1723, Remise mit Pultdach | Fotos hochladen                |
| Portal                              | Neuerburger Straße, an Nr. 11a Lage          | 1813                        | Oberlichtportal, bezeichnet 1813 | BW                             |
| Portal                              | Sauerstaden, an Nr. 3 Lage                   | 1821                        | Oberlichtportal, bezeichnet 1821 | Fotos hochladen                |
| Portal- und Fenstergewände          | Sauerstaden, an Nr. 17 Lage                  | 15. und 18. Jahrhundert     | Portal aus der ersten Hälfte des 18. Jahrhunderts, Fenstergewände aus dem ausgehenden 15. Jahrhundert | BW                             |
| Druidenstein                        | nordöstlich des Ortes Lage                   |                             | auch Eckstein; vorgeschichtlicher (?) Monolith, Luxemburger Sandstein | Fotos hochladen                |
| Diesburger Hof                      | nordöstlich des Ortes Lage                   | Anfang des 18. Jahrhunderts | ehemaliger Gutshof der Abtei Echternach, Anfang des 18. Jahrhunderts; fünfachsiges Wohnhaus, wohl 1736 vollendet (Walmdach nach 1945), bauzeitliche Kapelle, langgestreckter Wirtschaftstrakt; weitere Wirtschaftsgebäude und Wohnhaus, gegen Mitte des 19. Jahrhunderts | BW                             |
| Maria-Theresia-Stein                | nordwestlich des Ortes im Wald Lage          | 1771                        | Grenzstein 1771, preußisches Kreuz nach 1815 | BW                             |
| Kiesgräber                          | östlich des Ortes im Wald Lage               | um 200 n. Chr.              | römische Felsengräber | Fotos hochladen                |
| Niederburg                          | südöstlich des Ortes Lage                    |                             | frühmittelalterlicher (?) Befestigungswall | weitere Bilder Fotos hochladen |
| Opferaltar                          | südöstlich des Ortes Lage                    |                             | auch Heidenstein; frühgeschichtlicher tischförmiger Stein mit Mulde mit Abflussrinne | BW                             |
| Diana-Denkmal                       | südöstlich des Ortes am Waldrand Lage        | 2. Jahrhundert              | Sockel und Unterteil eines römischen Reliefs, 2. Jahrhundert | Fotos hochladen                |
| Schmittenkreuz                      | südwestlich des Ortes unterhalb der L 1 Lage |                             | Unterbau eines reliefierten römischen Felsengrabmals | Fotos hochladen                |
| Marienkapelle                       | westlich des Ortes an der L 1 Lage           | um 1900                     | späthistoristischer Sandsteinquaderbau, um 1900 | Fotos hochladen                |
| Wegekreuz                           | westlich des Ortes an der L 1 Lage           | spätes 19. Jahrhundert      | Wegekreuz, spätes 19. Jahrhundert | Fotos hochladen                |